# پیش بسوی تفریحگاه ساحلی
پیش به سوی تفریحگاه ساحلی (به انگلیسی: Advance to Boardwalk) در سبک استراتژی، بازی تخته‌ای توسط شرکت Creative Software Designs تولید و به وسیلهٔ گیم تِک (GameTek) در سال ۱۹۹۰ منتشر گردید.

## گیم‌پلی
این بازی بر اساس بازی تخته‌ای با همین نام تهیه گردیده‌است. هدف از این بازی ساخت، توسعه و پیشرفت هتل‌ها و تفریحگاه‌ها در کنار سواحل نیوجرسی می‌باشد. شروع بازی به وسیلهٔ پرتاب ۳ عدد طاس می‌باشد. دو عدد از طاس‌ها به صورت معمولی دارای اعداد ۱ الی ۶ هستند و تعیین‌کننده مقدار پول لازم جهت ساخت هتل‌ها می‌باشد و طاس سوم هم به صورت رنگی است و نشانگر اجازه ساخت هتل‌ها در محدوده رنگ مورد نظر است. بازیبازها در این بازی توانایی تصاحب یا خرید هتل‌های رقیب خود را هم دارا می‌باشند، ضمن اینکه وجود بلاهای طبیعی مانند سیل و زمین‌لرزه به جذابیت این بازی می‌افزاید. شخصی که زودتر از همه به دارایی ۳۵ میلیون دلار برسد، برنده این بازی خواهد بود

## سیستم‌ها
این بازی در سال ۱۹۹۰ برای رایانه خانگی کمودور ۶۴ منتشر گردید.